# Yakovlev Yak-130
El Yakovlev Yak-130 (en ruso: Як-130, Designación OTAN: Mitten) es un avión de entrenamiento avanzado del tipo LIFT y de ataque ligero, es un bimotor fabricado por la oficina de diseño rusa Yakovlev. Se trata de un monoplano clásico con ala en flecha, cabina de dos plazas, dos turbofans ucranianos AI-222-25 de 2.500 kg de empuje cada uno y que posee nueve puntos de anclaje, los mismos permiten llevar hasta 3 toneladas de carga útil entre ella: armamento, tanques de combustible, sistemas de apuntamiento, equipos electrónicos, y otros. Su misión principal es ensayar técnicas de navegación, practicar regímenes extremos de vuelo, perfeccionar el empleo del armamento aéreo y aprender a efectuar maniobras defensivas y ofensivas propias de los aviones de la cuarta y quinta generación. También puede ser aprovechado por los pilotos que volarán en Su-30 y MiG-29, o en cazas de fabricación occidental. 	 
Realizó su primer vuelo el 26 de abril de 1996, actualmente está siendo introducido en la Fuerza Aérea Rusa, así mismo, tiene pedidos de la Fuerza Aérea Argelina y la Fuerza Aérea Libia. El modelo está siendo activamente comercializado para la exportación por Yakovlev, la empresa Irkut, y por Rosoboronexport. Existen otros países considerados socios tradicionales de Rusia en la cooperación técnico-militar, los cuáles a su vez han mostrado interés en comprar la aeronave, entre ellos: México, India, Malasia, Perú, Indonesia, Tailandia, Uruguay y varios países africanos.

## Historia y diseño

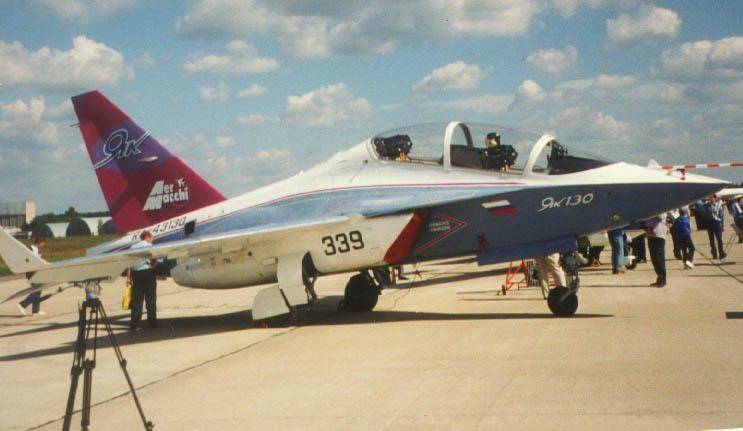
Prototipo fotografiado en 1997.

Un programa conjunto para el desarrollo del avión entrenador de pilotos, entre Yakovlev de Rusia y Aermacchi de Italia comenzó en 1993 y el Yak / AEM-130 demostrador voló por primera vez en 1996, siendo un avión relativamente nuevo en el mercado de aviones de entrenamiento de pilotos. En 1999, la sociedad fue disuelta y el Yakovlev Yak-130 y el Aermacchi M-346 se convirtieron en programas separados para la construcción del avión entrenador de pilotos. En abril de 2002, el entrenador de combate Yak-130 fue seleccionado como el ganador de la competición del entrenador Voyenno Vozdushnyye Sily, de las Fuerzas Aéreas de la Federación Rusa. 
Hacia el segundo cuarto del 2003, el prototipo Yak-130 había completado satisfactoriamente 450 vuelos de pruebas, incluyendo demostraciones de vuelo de alta maniobrabilidad tales como giros cerrados a un ángulo controlado de ataque de 42 °, estos para el entrenamiento de pilotos de combate en aviones de alto desempeño de vuelo. 
En cuanto a  sus características de diseño se destaca por: ser un moderno avión para el entrenamiento de pilotos diseñado por computadoras y pruebas en túneles de viento, de alta maniobrabilidad y con un gran espacio interno para transportar combustible, bimotor de ala alta, con grandes bordes de ataque que se extienden desde las alas hasta los costados de la cabina de mando, para poder realizar giros cerrados y el diseño del fuselaje permite obtener una gran capacidad de elevación. Los elevadores horizontales traseros son grandes y extendidos sobre los motores gemelos, detrás del timón vertical para ofrecer un buen desempeño de vuelo, estabilidad y fácil manejo a baja altitud y velocidad, para misiones de ataque a tierra y apoyo; la deriva o timón vertical de cola es largo y se levanta sobre los motores gemelos, permite mantener la estabilidad de la nave en los momentos del despegue y aterrizaje, ofrece una gran capacidad de maniobra en vuelos a baja altitud y velocidad, donde está su mayor ventaja operativa, puede realizar giros cerrados y maniobras muy avanzadas, comparables a las de los aviones supersónicos más grandes y pesados.
El Yak-130 soporta una carga g máxima de +8g a -3g y es capaz de ejecutar con éxito, las maniobras de vuelo específicas de los aviones de combate supersónicos más modernos desarrollados actualmente, incluyendo los caza pesados Sukhoi Su-30, Mig-29, McDonnell Douglas F-15 Eagle, Lockheed Martin F-16 Fighting Falcon, Eurofighter Typhoon, el caza ligero Mirage 2000, el nuevo Saab 39 Gripen y en el futuro los nuevos aviones Sukhoi Su-35, Lockheed Martin F-22 Raptor, Lockheed Martin F-35 Lightning II y el Sukhoi PAK FA, que actualmente está en pruebas de vuelo, de los que podrá operar como un entrenador de vuelo en el futuro, para facilitar la transición de los pilotos de combate de la academia de vuelo a este tipo de aviones supersónicos, lo que permite ahorrar los costos de mantenimiento y hora de vuelo, del inventario de aviones supersónicos del país que los pueda operar en las misiones de aterrizaje, despegue , misiones de combate y giros cerrados. 

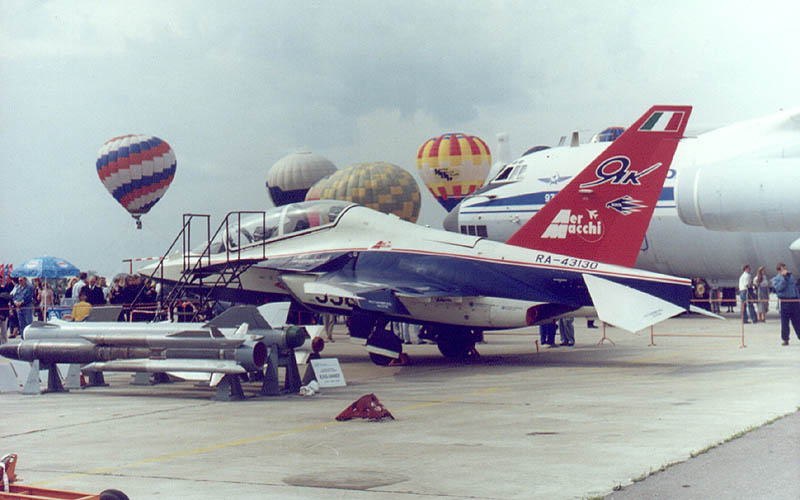
Prototipo Yak-130 en Zhukovski en 1999

Las Fuerzas Aéreas de Rusia ordenaron pruebas oficiales en mayo de 2005. Estas pruebas completas del entrenador avanzado de combate, incluyeron maniobras y pruebas de táctica de combate, fueron completadas al final de 2008 antes de la entrega de los dos primeras aeronaves de producción en serie a las Fuerzas Aéreas Rusas. Las Fuerzas Aéreas Rusas recibirán las primeros 4 naves de producción en serie, de un escuadrón de 12 Yak-130 en octubre de 2009, con los restantes 8 programados para la entrega a finales de 2010, donde los pilotos podrán entrenar durante varias horas de vuelo, para luego pilotar los aviones más grandes y pesados en el inventario de la Fuerza Aérea, incluso para el nuevo avión furtivo Sukhoi PAK FA, el más moderno avión de Quinta generación de cazas de reacción que actualmente realiza las pruebas de vuelo antes de entrar en producción en serie.
La cadena de producción para el avión en la Planta de Aviación Sokol en Nizhny Novgorod, conocida como NAZ Sokol, está totalmente operacional y finalizó la primera serie de producción del avión en mayo de 2003. Un conjunto de pruebas de vuelo del avión de producción fueron iniciadas en abril de 2004 y debían ser completadas a principios de 2006. Las Fuerzas Aéreas de Rusia ordenaron pruebas oficiales del modelo en mayo de 2005. Estos estudios completos del entrenador avanzado de combate, incluyeron maniobras y pruebas de tácticas de combate, similares a los aviones de combate supersónicos más grandes y pesados, fueron completados a finales de 2008 antes de la entrega de los dos primeras aeronaves de producción.
Las Fuerzas Aéreas Rusas tienen una exigencia futura de unos 300 aviones Yak-130, que puede ser desplegado como un avión de ataque ligero o como un entrenador de pilotos de alta maniobrabilidad, para la gama de aeronaves de la cuarta o quinta generación de aviones de combate. Una orden fue realizada por los primeros 12 aviones con la finalidad de sustituir el envejecido entrenador Vodochody L-39 Albatros. El avión entró en servicio para las Fuerzas Aéreas de la Federación Rusa, en la academia de educación de entrenamiento de pilotos militares en Krasnodar en julio de 2009 y fue mostrado en el salón aeronáutico de MAKS 2009, es el avión más moderno de producción en serie en Rusia.

### Diseño de entrenador de combate

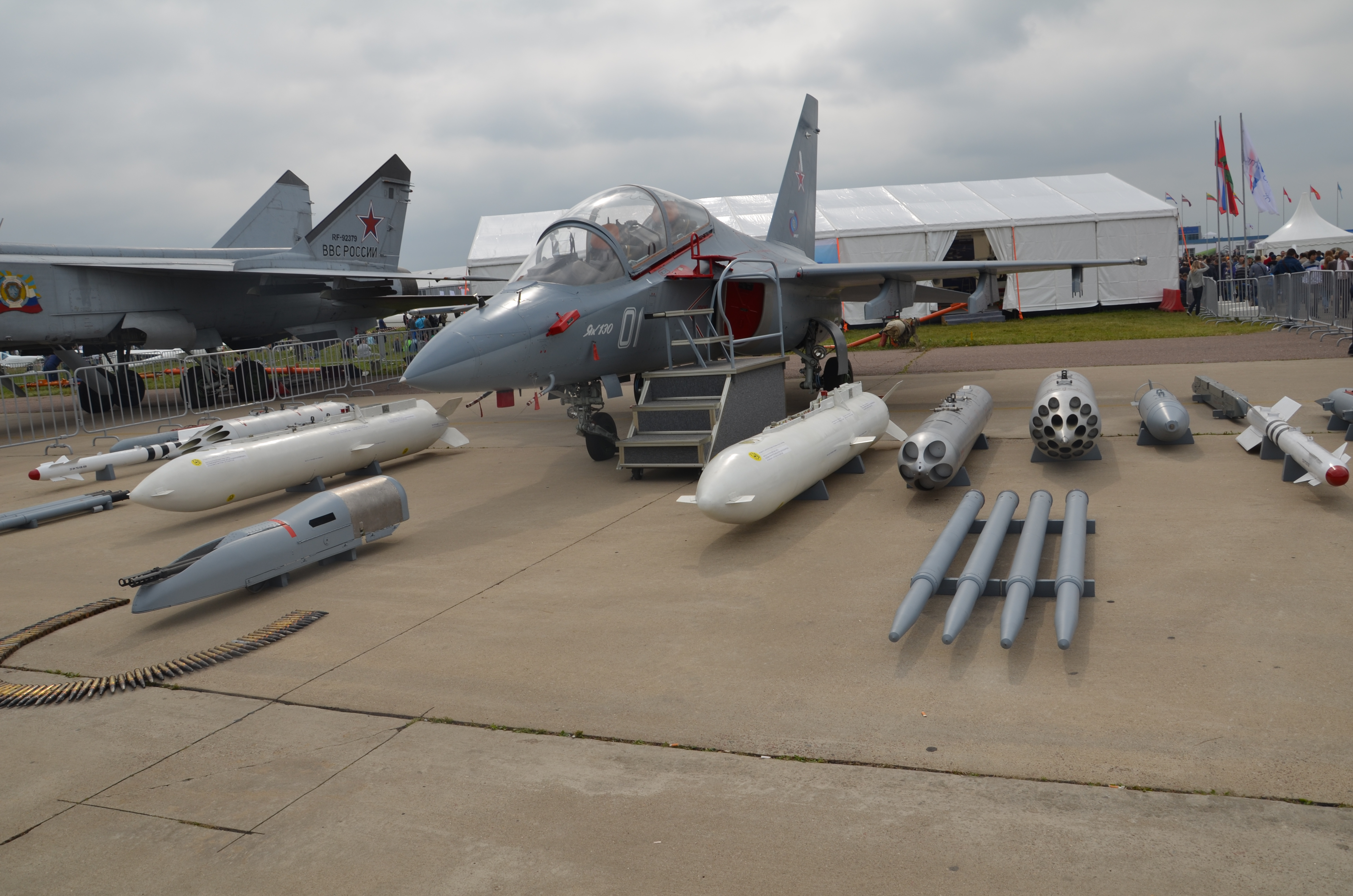
Un avión Yakovlev-130 durante una exhibición aérea.

El avión de producción Yak 130 es ligeramente diferente del Yak-130D prototipo, con un peso inferior, una nariz más redondeada para acomodar un radar de mayor tamaño, una longitud de fuselaje más corta y un área alar inferior para aumentar su velocidad. Presenta un diseño monoplano de empeñaje y clásica ala flecha, su construcción es de aleación ligera con superficies de control de fibra de carbono. 
Posee protecciones de armadura de Kevlar integradas a los motores, en la carlinga y el compartimento de aviónica. Su ala alta en flecha moderada, montada sobre los motores gemelos, con cola de montura baja, en la base del timón vertical de profundidad, permiten al piloto escoger altos ángulos de ataque. La estructura está diseñada para 30 años de servicio con un periodo de vida de 10.000 horas de vuelo o 20.000 aterrizajes en misiones de entrenamiento y combate.
El Yak-130 puede ser operado desde pistas de aterrizaje y despegue cortas, no pavimentadas, pequeños campos de aviación no preparados y carreteras, debido a que su tren de aterrizaje está diseñado con un alto despegue. Para el funcionamiento en campos de aviación cortos el avión está equipado con extensiones de borde ataque, alerones Fowler de tres posiciones. Los alerones Fowler son alerones divididos los cuales se mueven hacia atrás, y luego hacia abajo sobre pistas, para dar un gran aumento de sustentación o ambas, alta sustentación y resistencia al avance durante las maniobras de aterrizaje. 
Un completo sistema instalado de manejo por cables Fly-by-wire y manos en la palanca de gases HOTAS permite al sistema de control de vuelo del avión y al sistema activo de seguridad aérea, excelentes características de habilidad de control y estabilidad en el entrenamiento de pilotos, para simular el desempeño de vuelo de otros aviones de combate más grandes y pesados, durante las maniobras de vuelo con giros cerrados, el aterrizaje y despegue de la nave, en misiones de entrenamiento y combate, con buen desempeño de vuelo a media y baja altitud, donde tiene su mayor ventaja operativa.

### Cabina completamente-digital

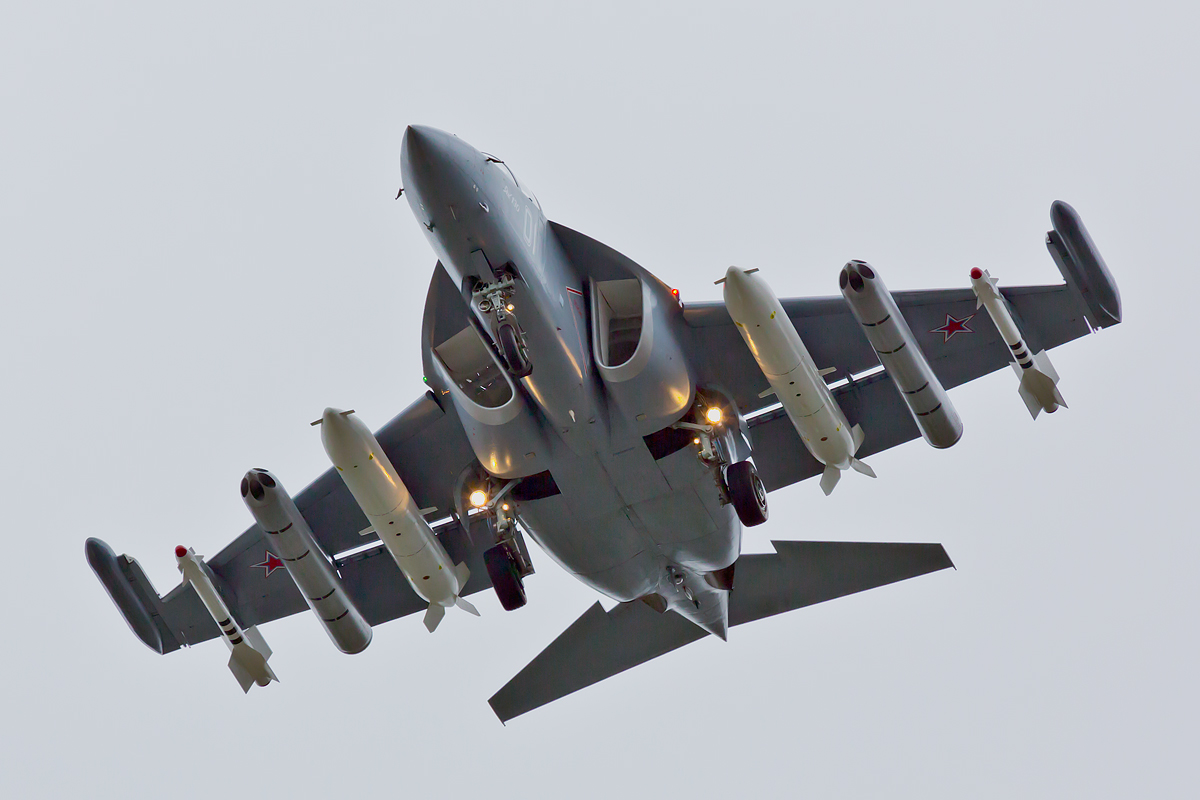
Avión ruso Yakovlev en vuelo.

El avión tiene una cabina biplaza presurizada y carlinga de dos asientos en tándem, uno delante de otro, el piloto instructor sentado adelante y el copiloto de la academia de vuelo sentado detrás, equipada con asientos de eyección  cero-cero NPO Zvezda K-36LT3.5. Los pilotos tienen una amplia vista panorámica a través de la burbuja de la cabina, lo que facilita el entrenamiento durante aterrizajes y las maniobras de combate. El piloto delantero tiene una vista sobre el morro de -16 °. El piloto trasero tiene una vista de -6 °. El Yak-130 de producción es el primer avión ruso con una suite de aviónica todo-Digital, Pantallas Planas tipo L.C.D. y computadoras de vuelo. La aviónica cumple los  Standard Mil-1553 y puede ser adaptada según las exigencias del cliente.
La aeronave tiene una cubierta de carlinga amplia que se abre al costado derecho de la nave y los tripulantes entran por una pequeña escalera que se despliega al costado izquierdo de la cabina, el panel de control es muy moderno, diseñado completamente en cristal con nuevas Pantallas Planas tipo L.C.D. de lado a lado del panel de control, similar a la instalada en los nuevos aviones supersónicos. Ambos pilotos poseen anteojos de visión nocturna integrados en el casco y están equipados con tres pantallas de L.C.D. cristal líquido multifunción de 6 x 8 pulgadas en color, que muestran múltiples mensajes al piloto y copiloto de la nave. 
El piloto en la plaza delantera de la carlinga puede usar el visor montado en el casco para la designación de objetivos enemigos durante el combate, para ataque a tierra y para el combate contra otros aviones de caza. La carlinga está dotada con un sistema MS de comunicación interna, externa y alarma de voz suministrado por AA.S Popov GZAS.
Los sistemas de mando de vuelo pueden ajustarse a las características de estabilidad, maniobrabilidad y sistemas de seguridad de vuelo, para simular el vuelo de un amplio número de aviones de combate más pesados y veloces a diferentes altitudes, velocidades y maniobras de vuelo, disponibles en el inventario de otros países, para facilitar el entrenamiento de los nuevos pilotos de la academia de vuelo, tales como el caza pesado Mikoyan MiG-29, Sukhoi Su-27, Sukhoi Su-30, Lockheed Martin F-16 Fighting Falcon, McDonnell Douglas F-15 Eagle, McDonnell Douglas F/A-18 Hornet, Mirage 2000, Rafale, Typhoon y de futuros modelos como el Lockheed Martin F-35 Lightning II, para que los pilotos de combate puedan transitar fácilmente en el pilotaje de aviones de entrenamiento avanzados a estos nuevos aviones de combate. 
El piloto selecciona el modelo del avión para el entrenamiento en el software del sistema de control de la nave, simulado en el ordenador de a bordo del Yak-130 para imitar su desempeño de vuelo, maniobras en el aire, giros cerrados, despegue y aterrizaje, para las misiones de entrenamiento de pilotos y simular combates entre diferentes tipos de aviones supersónicos en el aire, un modelo de avión programado para el ataque y otro modelo de avión programado para la defensa, en la misma plataforma de vuelo del Yak-130, lo que permite ahorrar costos de vuelo por hora y mantenimiento de los aviones supersónicos, que son más grandes, pesados y de alto costo operativo para una Fuerza Aérea moderna, durante el entrenamiento de pilotos de la academia de vuelo, que sin un avión de entrenamiento avanzado, limitará las horas de vuelo de los aviones pesados y aumentará su costo de mantenimiento avanzado. 
El piloto puede seleccionar el modelo durante el vuelo para el entrenamiento del piloto cadete. Este moderno sistema de control para el entrenamiento de pilotos, puede ser seleccionado para permitir al piloto cadete de la academia de vuelo, la fácil adquisición de otras habilidades de vuelo en diferentes aviones de combate más grandes y pesados, que forman parte del inventario del país comprador, que fueron comprados anteriormente a otros países y otros tipos de aviones que se podrían comprar en el futuro, logrando reducir las horas de vuelo en entrenamiento de aviones supersónicos más grandes y pesados, que son de más alto costo de mantenimiento y operación por hora de vuelo, lo que conviene a los gobiernos que operan estos aviones de entrenamiento avanzado y permiten ahorrar costos en el entrenamiento de pilotos de aviones de combate supersónicos, en misiones de combate simuladas contra otros aviones caza. 
La suite de aviónica de arquitectura abierta, incluye dos computadores y un multiplexor de intercambio de información de tres canales. La suite de navegación incluye giroscopios láser y sistemas de posicionamiento global GLONASS / NAVSTAR. También se puede instalar en forma opcional, una toma de combustible externa al costado derecho de la cabina de mando, como la instalada en el caza Dassault Rafale para el repostaje en vuelo de combustible y aumentar su alcance en combate, esto también se puede utilizar para las prácticas de vuelo durante el repostaje de combustible, maniobrando la nave detrás de un avión cisterna de combustible, una maniobra muy complicada para los cadetes de la academia de vuelo que necesita de muchas horas de entrenamiento junto al piloto instructor, que puede entregar el comando de la nave al copiloto en el momento del repostaje en vuelo.

### Motores

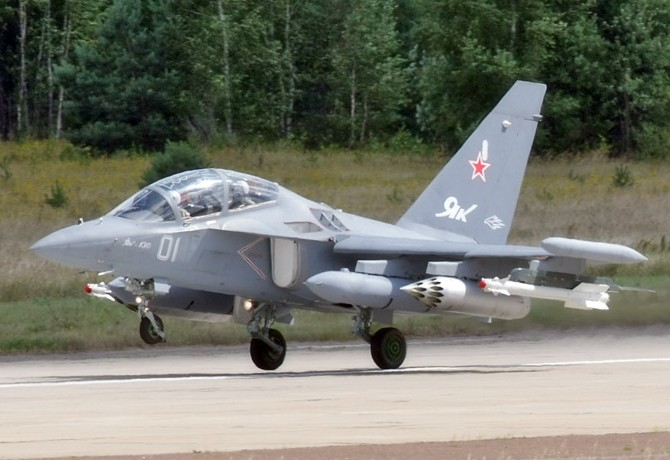
Avión ruso Yak-130 despegando de una pista en 2012.

El Yak 130 es un avión de entrenamiento económico y ligero, pero de gran velocidad por tener dos motores gemelos de turbina, que pueden imitar en las misiones de entrenamiento de pilotos, el desempeño de vuelo y la aceleración de los aviones supersónicos, que son más grandes, pesados, de mayor costo de mantenimiento y mayor costo de vuelo por hora. 
Las toberas de entrada de aire a los motores tienen una compuerta que baja para cubrir y proteger los motores durante las operaciones de despegue y aterrizaje en pistas aéreas secundarias, no preparadas, carreteras y caminos de tierra en el país que pueda operarlos. Cuando las compuertas se cierran sobre las toberas de toma de aire a los motores, se abren otras compuertas sobre el fuselaje central, para aumentar el flujo de entrada de aire a los motores, en forma parecida al diseño del caza MiG-29; cuando el tren de aterrizaje se retrae las compuertas de los motores se abren nuevamente para aumentar el flujo de aire a los motores y aumentar su velocidad, esto permite aumentar la vida útil de los motores y reducir los costos de mantenimiento, reparaciones de motores, mantenimiento avanzado y reemplazo de los motores, logrando reducir su costo de vuelo por hora.
Los motores gemelos no tienen el sistema de post-combustión de combustible como los aviones supersónicos de combate, para aumentar la velocidad supersónica a gran altitud, pero por su moderno diseño le permiten a la nave superar la barrera del sonido sin quemar combustible adicional y permiten ahorrar combustible, para aumentar su alcance en las misiones de entrenamiento y ataque a tierra, para el apoyo de las tropas que combaten en tierra con vuelos rasantes sobre las líneas enemigas, escoltar helicópteros de combate y transporte de tropas, en las misiones de lucha contra grupos insurgentes, vuelos de patrulla sobre las fronteras del país y misiones de apoyo a barcos guarda costas con vuelos rasantes sobre el mar, por tener un mejor desempeño de vuelo a baja altitud y velocidad, donde está su mayor ventaja operativa.

### Armas

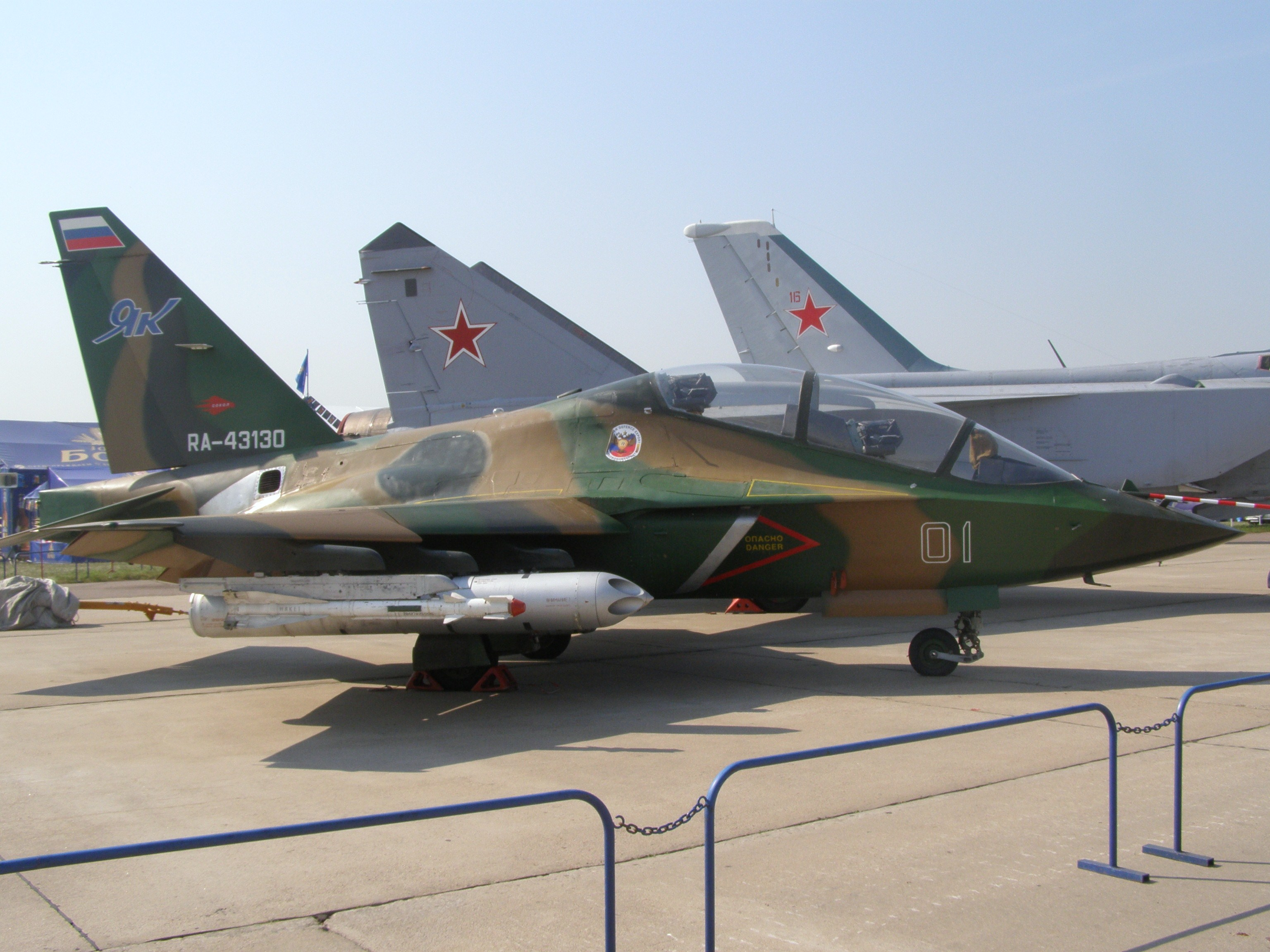
Yak-130 en el MAKS de 2007.

El nuevo entrenador de combate Yak-130 puede simular las tácticas de combate de diferentes tipos de aviones de combate, para misiones de ataque a tierra, apoyo aéreo cercano y combate en el aire contra otros aviones caza, durante el entrenamiento de pilotos de la academia de vuelo y puede funcionar como un avión de ataque a tierra, en situación de combate real para apoyo de soldados en tierra, en misiones de combate como las del avión de ataque Sukhoi Su-25. 
Tiene un punto duro central en el fuselaje y el número de puntos útiles bajo las alas, para la suspensión de cargas de diferentes tipos de armas, ha sido aumentado a ocho, con seis bajo las alas y dos de punta alar, aumentando el peso de carga útil de combate a 3,000kg. Así mismo, puede llevar diferentes tipos de armas, depósitos de combustible suspendidos para aumentar su rango de operación en combate, barquillas de reconocimiento "Pod de información" y una gama de barquillas de guerra electrónica, incluyendo radar jammers y contramedidas infrarrojas. La suite de aviónica de arquitectura abierta instalada sobre el Yak-130, permite instalar una amplia gama de sistemas de armas occidentales y misiles guiados, bombas láser y GPS para ser integrados, incluyendo el AIM-9L Sidewinder, Magic 2 y el AGM-65 Maverick, aumentando su capacidad de combate.
Las armas disponibles incluyen el misil guiado por láser Vikhr (designación OTAN: AT-16 Scallion), los misiles "aire-aire" guiados por infrarrojos Vympel R-73 (designación OTAN AA-11 Archer) y el misil guiado por láser "aire-superficie" Kh-25 ML (designación OTAN AS-10 Karen) fabricados en Rusia, para funcionar como un avión de combate convencional. 
Una barquilla de dirección electro-óptica Platan está instalada bajo el fuselaje central para el despliegue de las bombas guiadas KAB-500Kr. El avión está equipado con un cañón de 30mm GSh-301 interno o un cañón montado en barquilla GSh-23 instalado bajo el fuselaje central. El Yak-130 puede portar las bombas no dirigidas B-8M y los cohetes B-18, así como bombas de racimo de 250kg y 500kg fabricadas en Rusia y otros tipos de armas de diferentes proveedores que los países compradores ya tengan en su inventario para ahorrar costos durante su operación en misiones de entrenamiento y combate.

### Radar

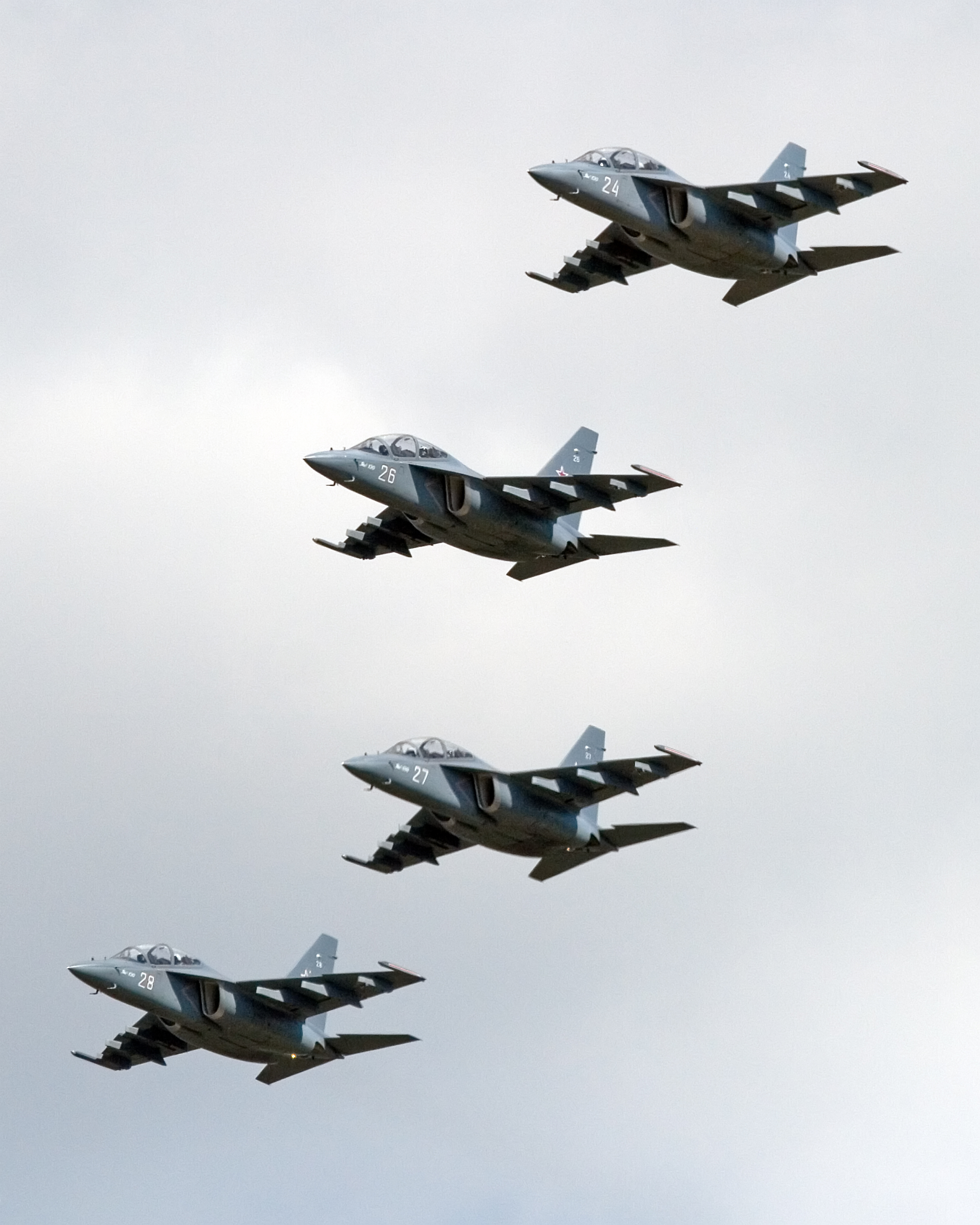
Cuatro aviones Yak-130 en formación de vuelo.

El Yak-130 está equipado con el radar de 8GHz a 12.5GHz, Osa (Avispa en ruso) desarrollado por NIIP Zhukovsky. El radar tiene la capacidad para rastrear ocho objetivos aéreos simultáneamente, enfrentar al mismo tiempo cuatro objetivos en todos los ángulos y la vez dar seguimiento a dos objetivos en tierra. El alcance de detección contra objetivos de 5m² en su corte transversal es de 40km en dirección trasera y 85km en dirección frontal. El alcance de adquisición para la operación en el modo de rastreo automático es de 65km.
El radar Plano tipo AESA, que tiene formas de onda adaptables y side lobes, tiene un modo de superficie de mapa que incluye la congelación de imagen y el acercamiento sobre las áreas de interés. Como radar alternativo es también ofrecido el Kopyo (Spear) para equipar la nave según las necesidades del operador. El avión también puede portar una barquilla Platan (Palm Tree) de búsqueda infrarroja y sistema de señalamiento de blancos, en un "Pod de información" bajo el fuselaje central para el rastreo, detección y ataque de objetivos enemigos en tierra, lanzar bombas guiadas láser, GPS, lanzar cohetes y bombas convencionales de caída libre, con la ayuda del radar que envía la información a la mira del casco del piloto y a las pantallas de la cabina de mando, para operar en misiones de Avión de ataque a tierra con vuelos rasantes a baja altitud y velocidad, para dar apoyo a las tropas en tierra como una nave de Apoyo aéreo cercano.

### Futuro
Otras variantes del nuevo entrenador de pilotos Yak-130 se están considerando incluir en el futuro, como una opción disponible para su venta a varios mercados, un nuevo modelo de diseño embarcado con base en portaaviones, por su gran desempeño de vuelo a baja altitud y velocidad, sus alas extendidas, la potencia de sus motores gemelos y la facilidad para operar desde la cubierta de un portaaviones, como el caza navalizado Sukhoi Su-25, transportado en el portaaviones Almirante Kuznetsov.
Un modelo de avión de Reconocimiento aéreo ligero, equipado con equipos electrónicos que podría operar como un avión guía de ataque de otros aviones de combate, como el caza Boeing EA-18G Growler con la función de Guerra electrónica, como un avión tipo Alerta temprana y control aerotransportado con equipo electrónico transportado en las puntas de las alas y en pilones de carga bajo las alas "Pod de información", equipos de visión nocturna, registro del terreno con radar, detección de objetivos enemigos en tierra y en vuelo, como las misiones del avión Grumman E-2 Hawkeye pero transportando un pequeño Radar AESA bajo el fuselaje central, como el diseño del avión Saab 340 AEW&C que se puede adaptar a otros aviones de transporte para las funciones de reconocimiento, patrulla, lucha contra el contrabando, tráfico de drogas y preparar el ataque a campamentos de terroristas, compartiendo información del campo de batalla con otros aviones de combate, como las funciones del avión de transporte bimotor Embraer 145 AEW&C del sistema Erieye, que le permite operar como un avión ligero guía de batalla tipo Boeing E-3 Sentry.
Un modelo de avión de combate no tripulado UAV Vehículo aéreo no tripulado, para combatir contra otros aviones caza y misiones de ataque a tierra, que será controlado por un piloto a control remoto desde otro avión de combate y desde una base de comando en tierra, y un modelo de nave no tripulada para reconocimiento, como el Northrop Grumman RQ-4 Global Hawk.

## Componentes

### Electrónica
| Sistema                     | País | Fabricante | Notas                                               |
| --------------------------- | ---- | ---------- | --------------------------------------------------- |
| Sistema de control de vuelo |      |            | Cuádruple FBW digital. Bucle completamente cerrado. |

## Operadores

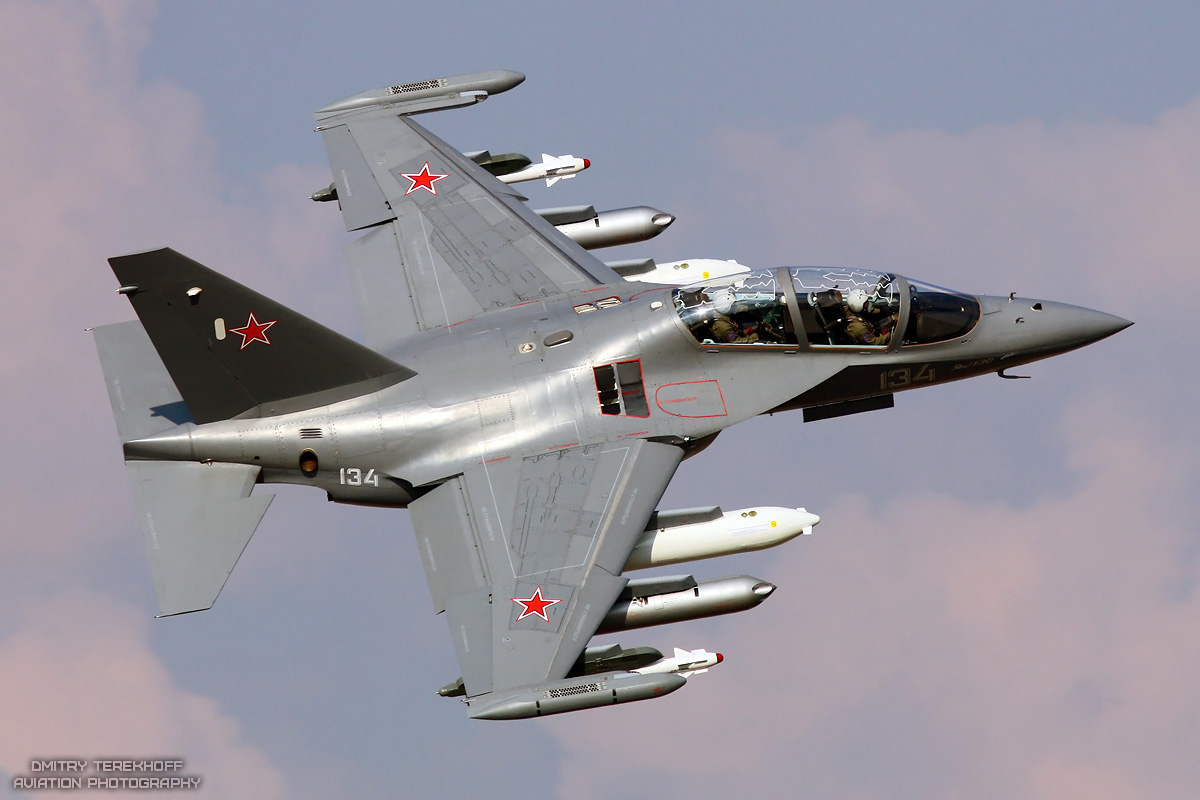
Avión ruso Yak-130 Yakovlev de entrenamiento avanzado y ataque ligero en pleno vuelo durante el año 2015.

### Actuales
Rusia
- Fuerza Aérea Rusa: 95 aviones. 
 Hasta junio de 2017, Rusia ya contaba con 95 aviones Yak-130 en servicio.[10][11][12][13][14][15][16][17][18] El primer avión de serie fue entregado en julio de 2009. En diciembre de 2011, se firmó un contrato nuevo para la entrega de 22 aviones más.[19][20] En abril de 2016 fue firmado un nuevo contrato por la adquisición de otros 30 aviones. Cabe mencionar que Rusia tiene una necesidad y requisito total de 200 aviones Yakovlev Yak-130 para equipar a su fuerza aérea.[21][22][23]

 Argelia
- Fuerza Aérea Argelina: 16 aviones. 
 En marzo de 2006, Argelia fue el primer país del mundo en comprarle a Rusia los Yak-130, en donde anunciaba que había hecho un pedido de 16 aviones. El primer avión de los dieciséis, llegó simbólicamente a Argelia a finales de 2009. Los restantes 15 fueron entregados en 2010.[24]

 Bangladés
- Fuerza Aérea Bangladesí: 16 aviones. 
 En enero de 2014, inicialmente Bangladés acordó comprar 24 aviones Yak-130. Pero posteriormente, debido a problemas económicos  Bangladés decidió reducir su pedido a solo 16 aviones. El primer lote consistía de 6 aviones que fueron entregados el 20 de septiembre de 2015. El segundo lote consistía de 5 aviones entregados el 29 de diciembre de 2015. Los 5 aviones restantes fueron entregados en el primer trimestre de 2016. Cabe recordar que Bangladés compró los aviones con un préstamo extendido por Rusia.

 Bielorrusia
- Fuerza Aérea y Defensa Aérea de Bielorrusia: 8 aviones. 
 En diciembre de 2012, Bielorrusia firmó un contrato con Rusia por la compra de 4 aviones Yak-130, los cuales fueron entregados en abril de 2015. En agosto de 2015, Bielorrusia hizo otro pedido adicional, llegando al acuerdo de comprar 4 aeronaves más, con el objetivo de reemplazar a su antigua flota de aviones checoslovacos Aero L-39 Albatros.

 Birmania
- Fuerza Aérea de Birmania: 12 aviones 
 Birmania firmó un contrato con Rusia por la adquisición de 12 aviones Yak-130. El primer avión en llegar a suelo birmano fue el 17 de noviembre de 2016. Hasta finales de 2016, Birmania ya contaba con 3 aviones recibidos de un primer lote.

 Irán
- Fuerza Aérea Iraní: La Fuerza Aérea Irani recibió aviones Yak-130 en 2023, siendo desconocido el número total de aeronaves a recibir.[25]

 Siria
- Fuerza Aérea de Siria: 36 aviones pedidos. 
 En 2010, Siria llegó al acuerdo de comprar 36 aviones Yak-130 Yakovlev, pero la entrega de estos ha sido pospuesta por Rusia en 2011 debido al comienzo del conflicto de la Guerra Civil de Siria ese mismo año. En mayo de 2014, debido a las constantes ofensivas y avances de los terroristas de ISIS, Rusia decidió anunciar que suministrará gradualmente a Siria de aviones de entrenamiento Yakovlev Yak-130. Se espera que Siria reciba 9 aviones a finales de 2014, 12 aviones en 2015 y 15 aviones en 2016, para un total de 36 aviones.[26]

### Potenciales operadores

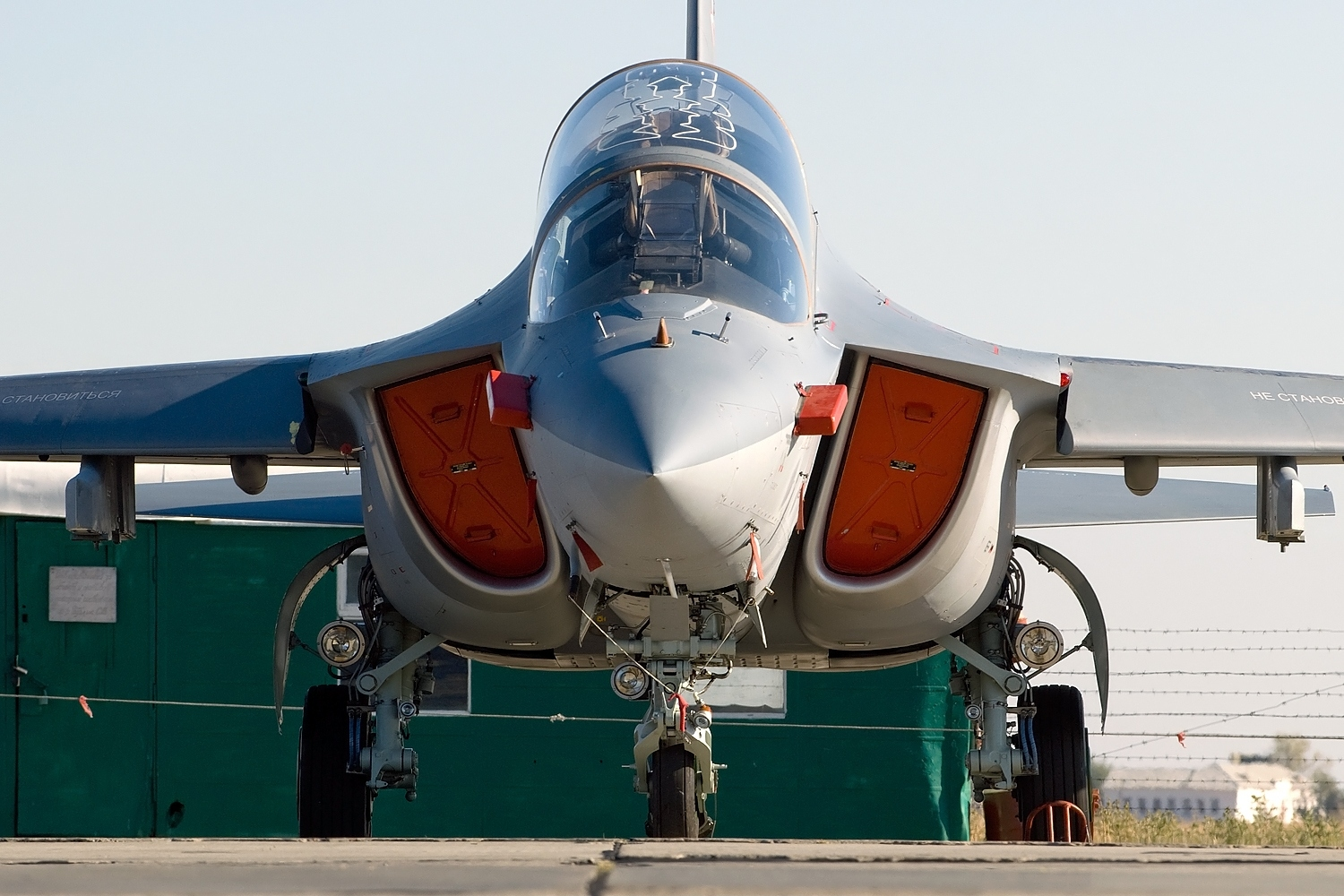
Avión ruso Yak-130 Yakovlev, durante una exhibición aérea en 2010.

A partir de 2015, Rusia ha empezado a ofrecer su avión Yak-130 Yakovlev a varios países latinoamericanos y asiáticos para actualizar y modernizar sus aeronaves. Los países interesados en adquirirlo son los siguientes:
 Bolivia
- Fuerza Aérea Boliviana[28]

 Brasil
- Fuerza Aérea Brasileña[29]

 Chile
- Fuerza Aérea de Chile[30]

 Cuba
- Fuerza Aérea Cubana

 Kazajistán
- Fuerza Aérea de Kazajistán

 Malasia
- Fuerza Aérea de Malasia[31]

 México
- Fuerza Aérea Mexicana[32]

 Mongolia
- Fuerza Aérea de Mongolia

 Nicaragua
- Fuerza Aérea del Ejército de Nicaragua[33]

 Paraguay
- Fuerza Aérea Paraguaya[34]

 Perú
- Fuerza Aérea del Perú[30]

 Uruguay
- Fuerza Aérea Uruguaya[35]

## Variantes
- Yakovlev Yak-130: Entrenador biplaza avanzado.
- Yakovlev Yak-131: propuesta de monoplaza de ataque ligero.[36]
- Yakovlev Yak-133: propuesta de avión de reconocimiento.[36]
- Yakovlev Yak-135: propuesta de transporte vip de cuatro asientos.[36]

yak 140 propuesta transporte vip con vto

## Especificaciones
Referencia datos: Yakovlev

### Características generales
- Tripulación: 2
- Longitud: 11,5 m (37,7 ft)
- Envergadura: 9,7 m (31,9 ft)
- Altura: 4,8 m (15,6 ft)
- Superficie alar: 23,5 m² (253,2 ft²)
- Peso vacío: 4600 kg (10 138,4 lb)
- Peso cargado: 5700 kg (12 562,8 lb)
- Peso máximo al despegue: 9000 kg (19 836 lb)
- Planta motriz: 2× Turbofán Al-222-25.
  - Empuje normal: 24,5 kN (2498 kgf; 5508 lbf) de empuje cada uno.

### Rendimiento
- Velocidad máxima operativa (Vno): 1060 km/h (659 MPH; 572 kt)
- Velocidad crucero (Vc): 887 km/h (551 MPH; 479 kt)
- Velocidad de entrada en pérdida (Vs): 165 km/h (103 MPH; 89 kt)
- Alcance: 2546 km (1375 nmi; 1582 mi)
- Techo de vuelo: 13 000 m (42 651 ft)
- Régimen de ascenso: 50 m/s (9842 ft/min)
- Carga alar: 276,4 kg/m² (56,6 lb/ft²)
- Empuje/peso: 0.54

### Armamento
- Cañones: 

  - 1x cañón GSh-30-1 de 30 mm
- Puntos de anclaje: 9 (3 bajo las alas, 1 en la punta de cada ala y 1 bajo el fuselaje) con una capacidad de 3000 kg, para cargar una combinación de:  
  - Bombas: 

    - B-8M
    - KAB-500Kr

  - Cohetes: 

    - Cohetes B-18

  - Misiles: 

    - Vympel R-73
    - Kh-25 ML (Código OTAN AS-10 "Karen")

### Aviónica
- Radar AESA Osa desarrollado por NIIP Zhukovsky
- Sistema de señalamiento de blancos y búsqueda infrarroja Platan en una barquilla externa.

### Desarrollos relacionados
- Aermacchi M-346

### Aeronaves similares
- Hongdu L-15
- HAL HJT-36
- BAE Hawk
- Mikoyan MiG-AT
- Aermacchi M-346
- AMX International AMX
- KAI T-50 Golden Eagle
- CASA C-101 Aviojet
- IA-63 Pampa